# Sound of Free
Sound of Free è il singolo di debutto di Dennis Wilson come solista, pubblicato nel 1970.

## Tracce
Lato A
1. Sound of Free

Lato B
1. Lady